# 1918 en science-fiction
| Années de la science-fiction : 1915 - 1916 - 1917 - 1918 - 1919 - 1920 - 1921    |
| Décennies de la science-fiction : 1880 - 1890 - 1900 - 1910 - 1920 - 1930 - 1940 |

L'année 1918 est marquée, en matière de science-fiction, par les événements suivants.

## Naissances et décès

### Naissances
- 26 janvier : Philip José Farmer, écrivain américain, mort en 2009.
- 26 février : Theodore Sturgeon, écrivain américain, mort en 1985.
- 16 octobre : Henri Vernes, écrivain belge, mort en 2021.

## Prix
La plupart des prix littéraires de science-fiction actuellement connus n'existaient alors pas.